# Aydin Kazimzade
Aydin Kazimzade (en azéri : Aydın Ələsgər oğlu Kazımzadə; né le 15 janvier 1940 à Bakou) est un critique du cinéma azerbaïdjanais, Travailleur culturel émérite de la République d'Azerbaïdjan (2000) et Ouvrier d'art émérite (2005), retraité présidentiel (2012). 

## Biographie
Aydin Kazimzade est né à Bakou le 15 janvier 1940. Il étudie à l'école secondaire n ° 44 à Bakou et, en 1958, il obtient le certificat de fin d’études de l'école du soir des jeunes travailleurs n ° 57. Dans les années 1955-1958, il est agent de fabrication. De 1958 à 1963, il étudie à la faculté de journalisme de l'Université d'État d'Azerbaïdjan (aujourd'hui BSU). Depuis 1963, il travaille dans le domaine de la cinématographie. En 1985, il est diplômé des cours de formation avancée pour les directeurs de la photographie créatifs et de premier plan dans le domaine de la publicité à Moscou. Il a 50 ans d'expérience professionnelle.

## Activité cinématographique
Il est le fondateur de la presse cinématographique en Azerbaïdjan, rédacteur en chef du journal Kino et du magazine Film, directeur du bureau d'information et de publicité du Comité national de la cinématographie de la RSS d'Azerbaïdjan, chef du département de doublage à AzTV, chef de département de publicité à Azerkinovideo. Il travaille comme rédacteur en chef adjoint, directeur exécutif de l'Encyclopédie du cinéma, spécialiste en chef du Fonds de film national. Il quitte son emploi en 2012 en raison de son âge. 
Dès 1997, il enseigne l'histoire du cinéma azerbaïdjanais à l'Université d'État de la culture et des arts d'Azerbaïdjan en tant que professeur associé. 
En 1974, le journal Kino, dont il est rédacteur, remporte le concours de toute l'Union des agences de presse dans le domaine de la cinématographie. À ce jour, plus de 200 articles scientifiques et journalistiques liés au cinéma sont publiés dans des périodiques. Il est l'animateur des émissions  Histoire du cinéma  et  Kinoman  sur les chaînes de télévision locales, ainsi que le scénariste de l'émission Kinosalname sur la chaîne "Culture".
Aydin Kazimzade est l'organisateur et le participant des journées du film azerbaïdjanais et des festivals du film relatif à BAM qui se sont tenus à Bichkek, au Kirghizistan.